# Arnoldo Iguarán
Arnoldo Iguarán (sinh 31 tháng 1 năm 1957) với biệt danh El Guajiro (hoặc El Guájaro) là cựu cầu thủ bóng đá Colombia, sinh tại Riohacha, Colombia. Ông bắt đầu và kết thúc sự nghiệp đều ở câu lạc bộ Cúcuta Deportivo, tuy nhiên ông gắn bó lâu nhất với câu lạc bộ Millonarios trong 12 năm. Ông được xem như là một trong những cầu thủ xuất sắc nhất trong lịch sử câu lạc bộ Millonarios. Iguarán cũng được coi là một trong những cầu thủ xuất sắc nhất của đội tuyển quốc gia, với 25 bàn ghi được, ông giữ kỉ lục ghi nhiều bàn nhất cho đội tuyển quốc gia Colombia. Một trong những chiến thắng đáng nhớ nhất mà Iguarán tham dự là trận thắng Brasil 2-0 trong khuôn khổ Copa América 1991. Bàn ấn định tỉ số là của Iguarán ở phút 66. Sau khi giải nghệ, một học viện bóng đá mang tên ông được em trai ông, Camilo Iguarán, thành lập.

## Danh hiệu
- Vô địch quốc gia Venezuela (với Deportivo Táchira): 1981
- Vô địch quốc gia Colombia (với Millonarios) (2 lần): 1987, 1988